# 18 Białostocki Pułk Rozpoznawczy
18 Białostocki Pułk Rozpoznawczy im. gen. bryg. Nikodema Sulika (18 pr) – oddział rozpoznawczy Wojsk Lądowych Sił Zbrojnych RP (JW 3519).

## Formowanie i zmiany organizacyjne
Na podstawie Decyzji MON nr PF-1/Org./SSG/ZOiU-P1 z dnia 26.02.2009 r. na bazie rozformowywanego 18 Białostockiego Batalionu Obrony Terytorialnej został utworzony 1 lipca 2009 roku 18 pułk rozpoznawczy z miejscem postoju Białystok. Od 1 lipca 2009 do 31 grudnia 2013 był podporządkowany pod Dowództwo Wojsk Lądowych. Od 1 stycznia 2014 18 pr podlega bezpośrednio pod Dowództwo Generalne Rodzajów Sił Zbrojnych. Z końcem 2022 w Białymstoku rozpoczął się proces formowania batalionu rozpoznawczego będącego w symbiozie z 18 pułkiem rozpoznawczym, który po sformowaniu zafunkcjonował w roku 2023 jako 1 batalion rozpoznawczy i został podporządkowany 1 Dywizji Piechoty Legionów.

## Tradycje

### Dziedzictwo Tradycji

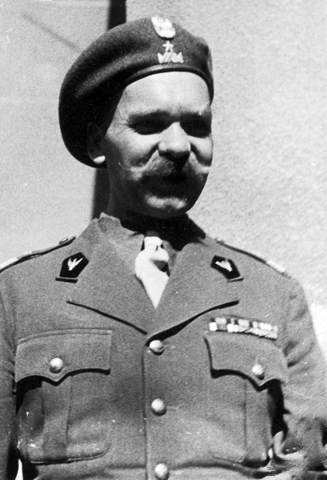
Nikodem Sulik – patron 18 pułku rozpoznawczego

Decyzją Ministra Obrony Narodowej nr 82/MON z dnia 15 marca 2011 18 Pułk Rozpoznawczy w Białymstoku przejął i z honorem kontynuuje dziedzictwo tradycji:
- 18 Dywizji Piechoty (1918–1939)
- 10 Pułku Ułanów Litewskich (1918–1939)
- 42 Pułku Piechoty (1918–1939)
- Pułk Ułanów Karpackich (1940–1948)
- 18 Brygady Zmechanizowanej (1994–2001)
- 18 Brygady Obrony Terytorialnej (2002–2007)
- 18 batalionu obrony terytorialnej (2008–2009)
- 73 pułku zmechanizowanego Ułanów Karpackich (1955–1998)
- batalionu czołgów Ułanów Karpackich 5 Kresowej Brygady Zmechanizowanej (1999–2001)
- 4 batalionu czołgów Ułanów Karpackich 3 Brygady Zmechanizowanej Legionów im. Romualda Traugutta w Lublinie (2001–2011)

Doroczne święto pułk obchodzi 30 czerwca.

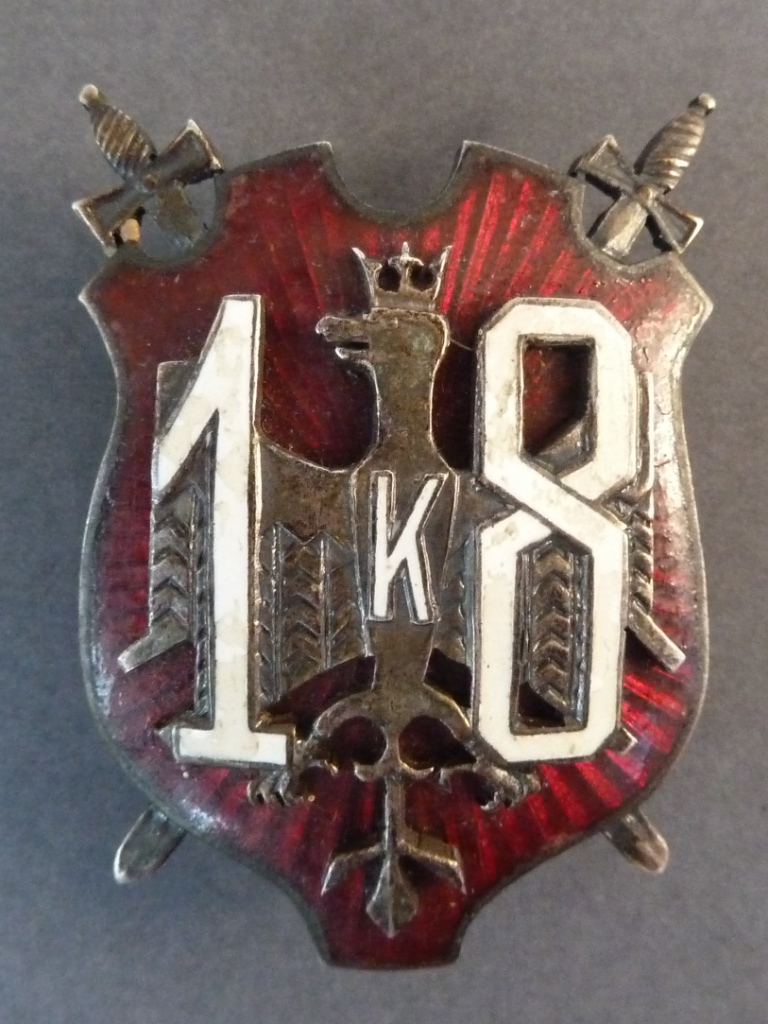
18 Dywizja Piechoty
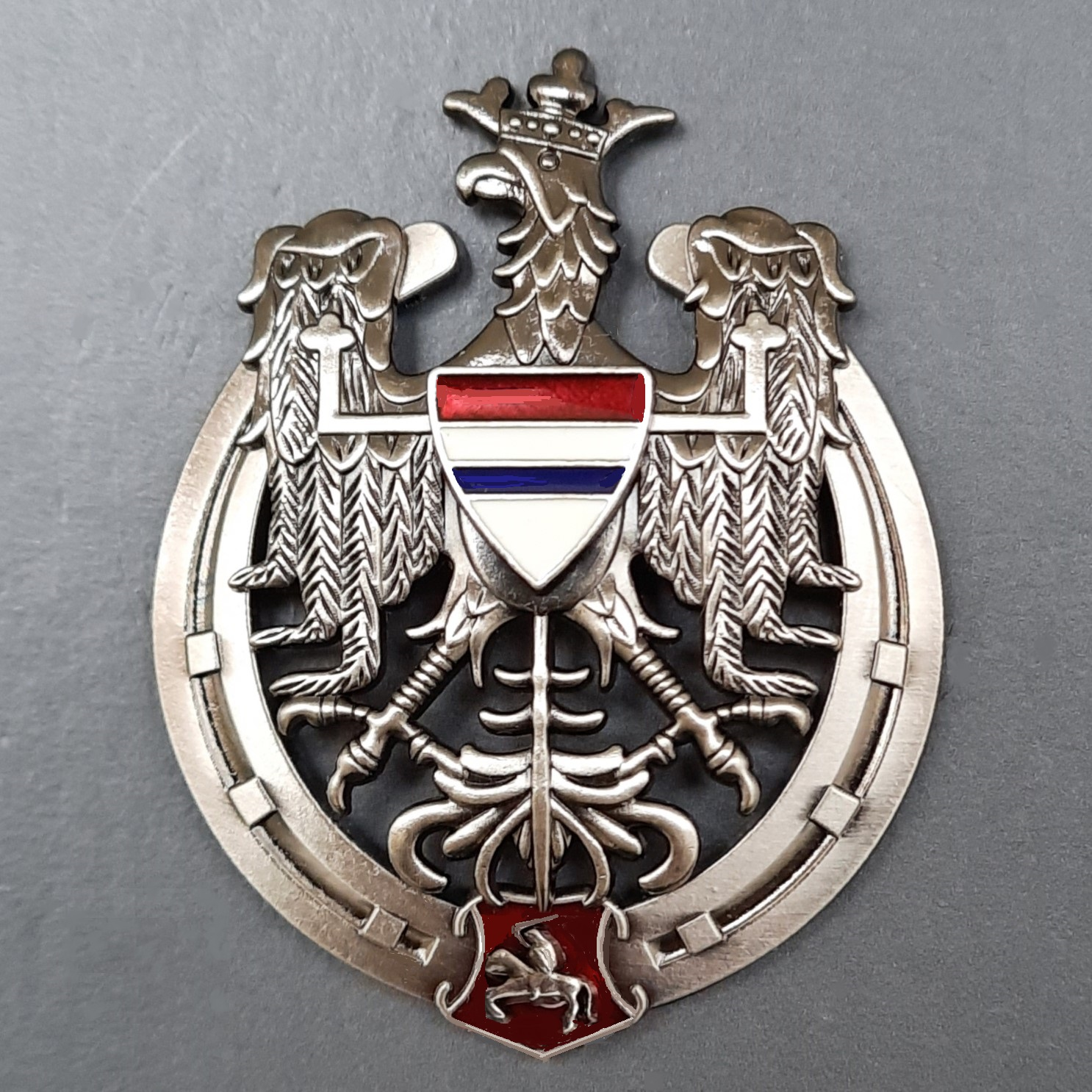
10 pułk Ułanów Litewskich
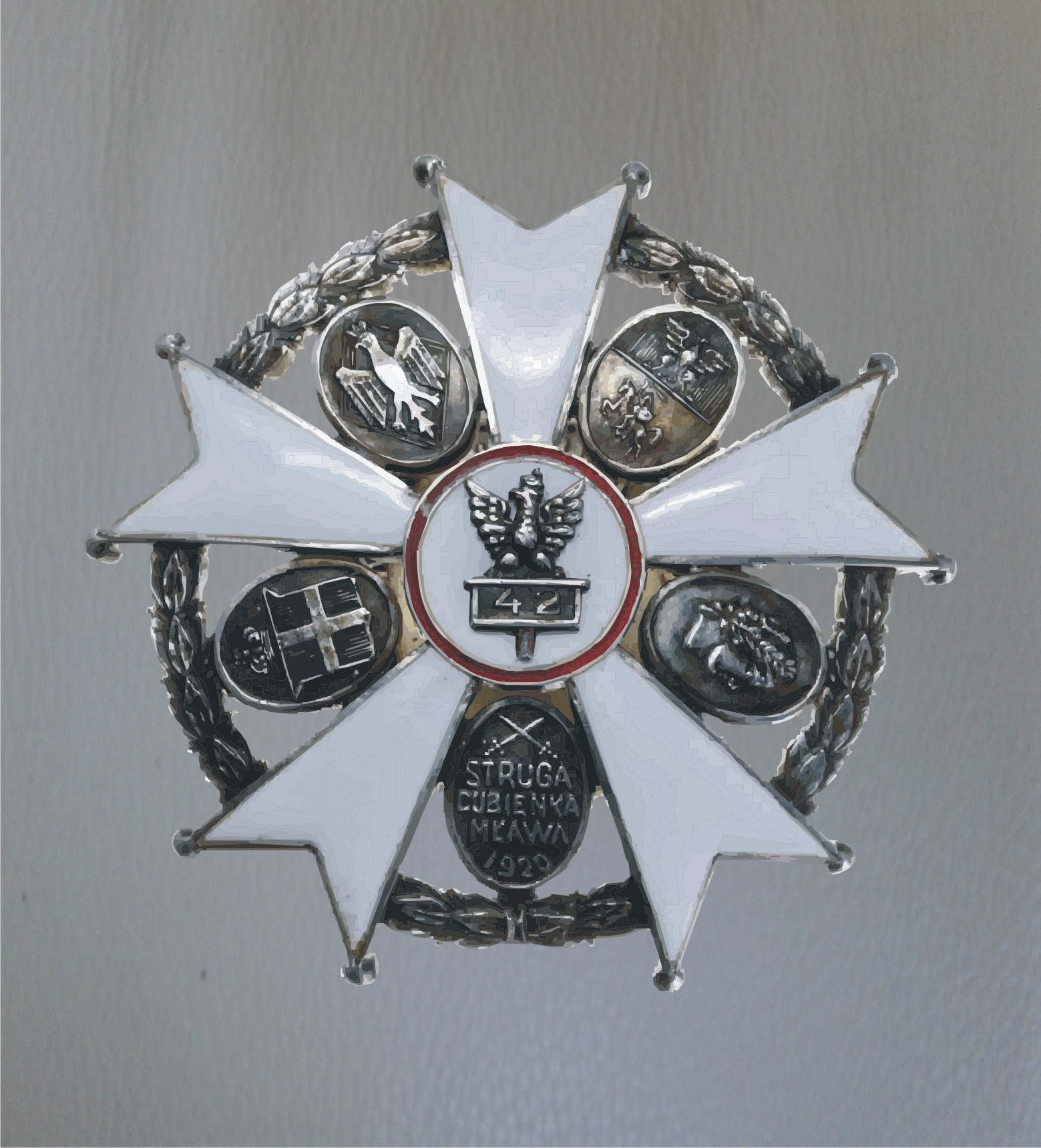
42 pułk piechoty
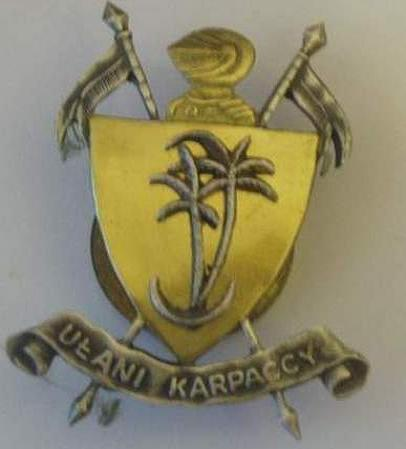
Pułk Ułanów Karpackich
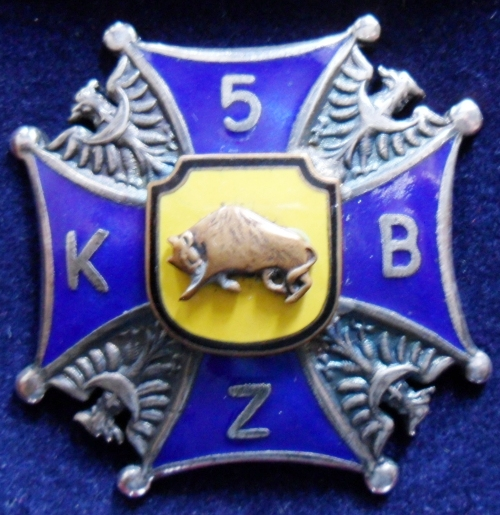
5 Brygada Zmechanizowana

### Symbole pułku
Pułk Decyzją Ministra Obrony Narodowej nr 82/MON z dnia 15 marca 2011 przyjął wyróżniającą nazwę „Białostocki”. 

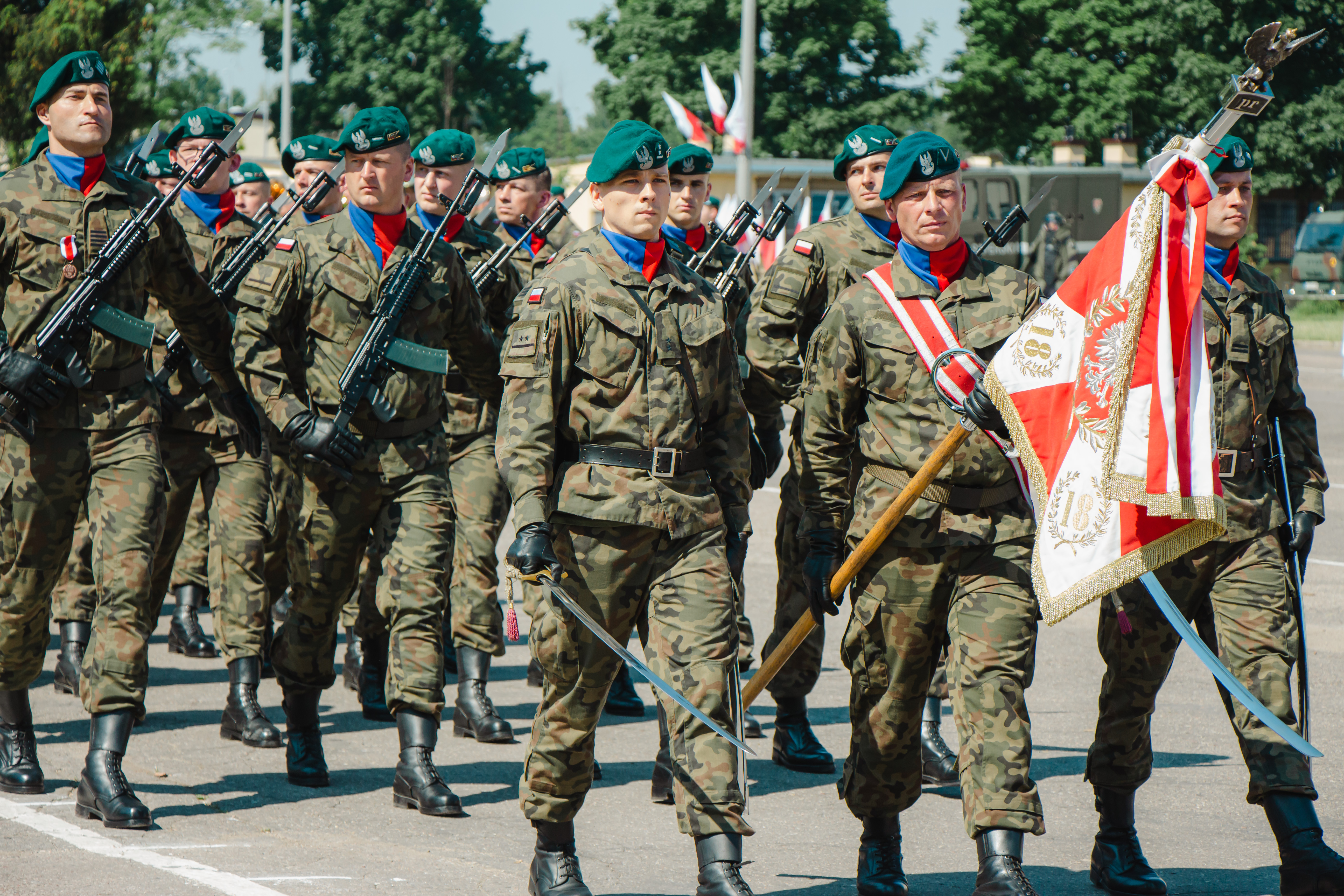
Poczet sztandarowy 18 pr

30 czerwca 2011 w obecności Prezydenta RP – Zwierzchnika Sił Zbrojnych Bronisława Komorowskiego, I zastępcy szefa SG WP gen. dyw. Mieczysława Gocuła, dowódcy WLąd gen. broni Zbigniewa Głowienki pułk otrzymał sztandar wojskowy, który został ufundowany przez społeczeństwo Białegostoku i Podlasia. Minister Obrony Narodowej Decyzją Nr 269/MON z dnia 26 czerwca 2014 r. w sprawie ustanowienia Święta 18 Białostockiego Pułku Rozpoznawczego ustanowił Święto 18 Białostockiego Pułku Rozpoznawczego w dniu 30 czerwca. 23 marca 2015 jednostka została odznaczona tytułem honorowym „Przodującego Oddziału Wojska Polskiego” za uzyskanie najlepszych wyników w działalności służbowej w 2014 (dowódca płk Wiesław Podlecki). 22 czerwca 2023 w obecności premiera Mateusza Morawieckiego i ministra obrony narodowej Mariusza Błaszczaka 18 pułk rozpoznawczy obchodził 14 rocznicę powstania, gdzie podczas tej uroczystości nadano jednostce imię gen. bryg. Nikodema Sulika, urodzonego w Kamiennej Starej w powiecie sokólskim, w gminie Dąbrowa Białostocka.

Insygnia
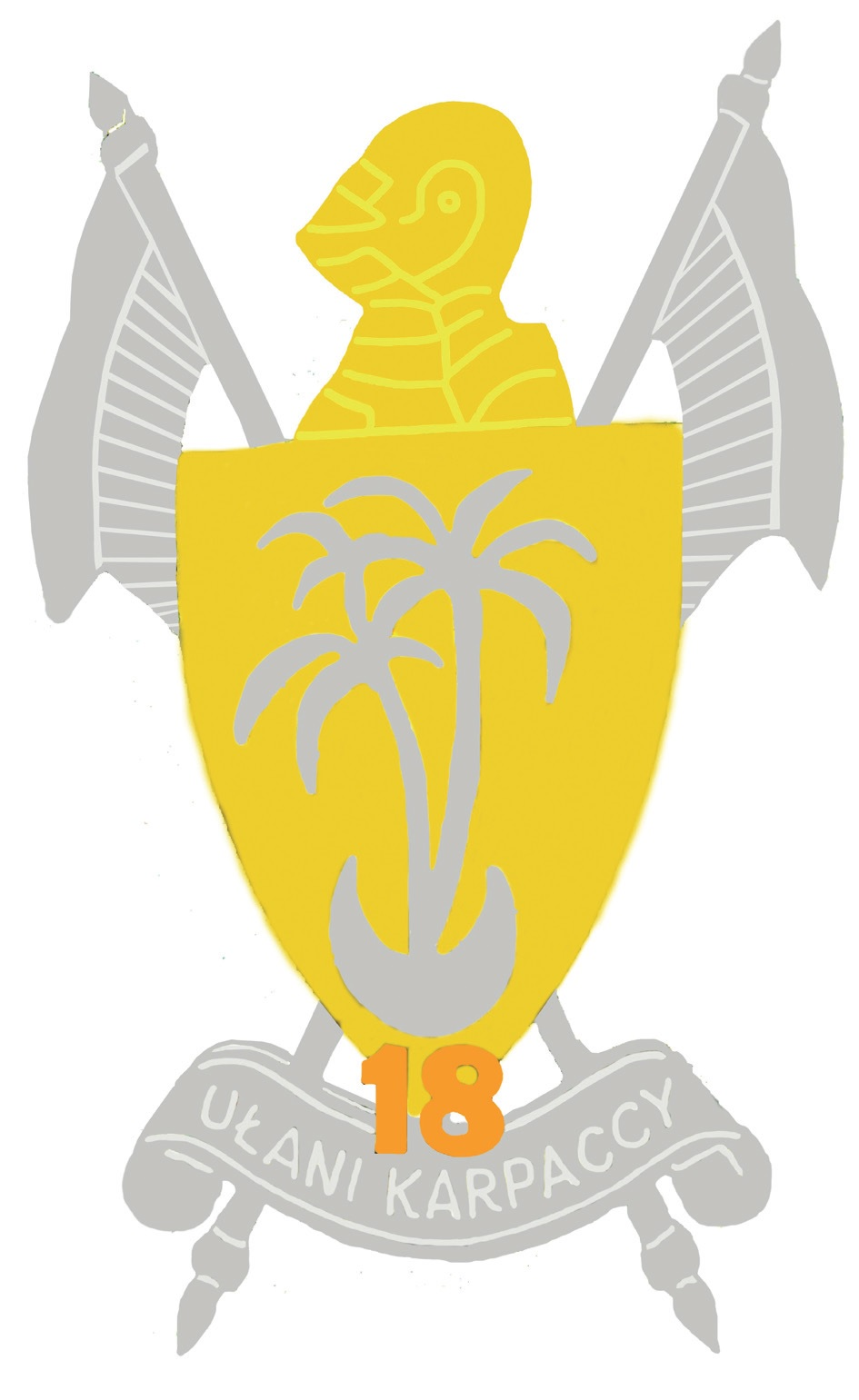
Odznaka pamiątkowa (2011)
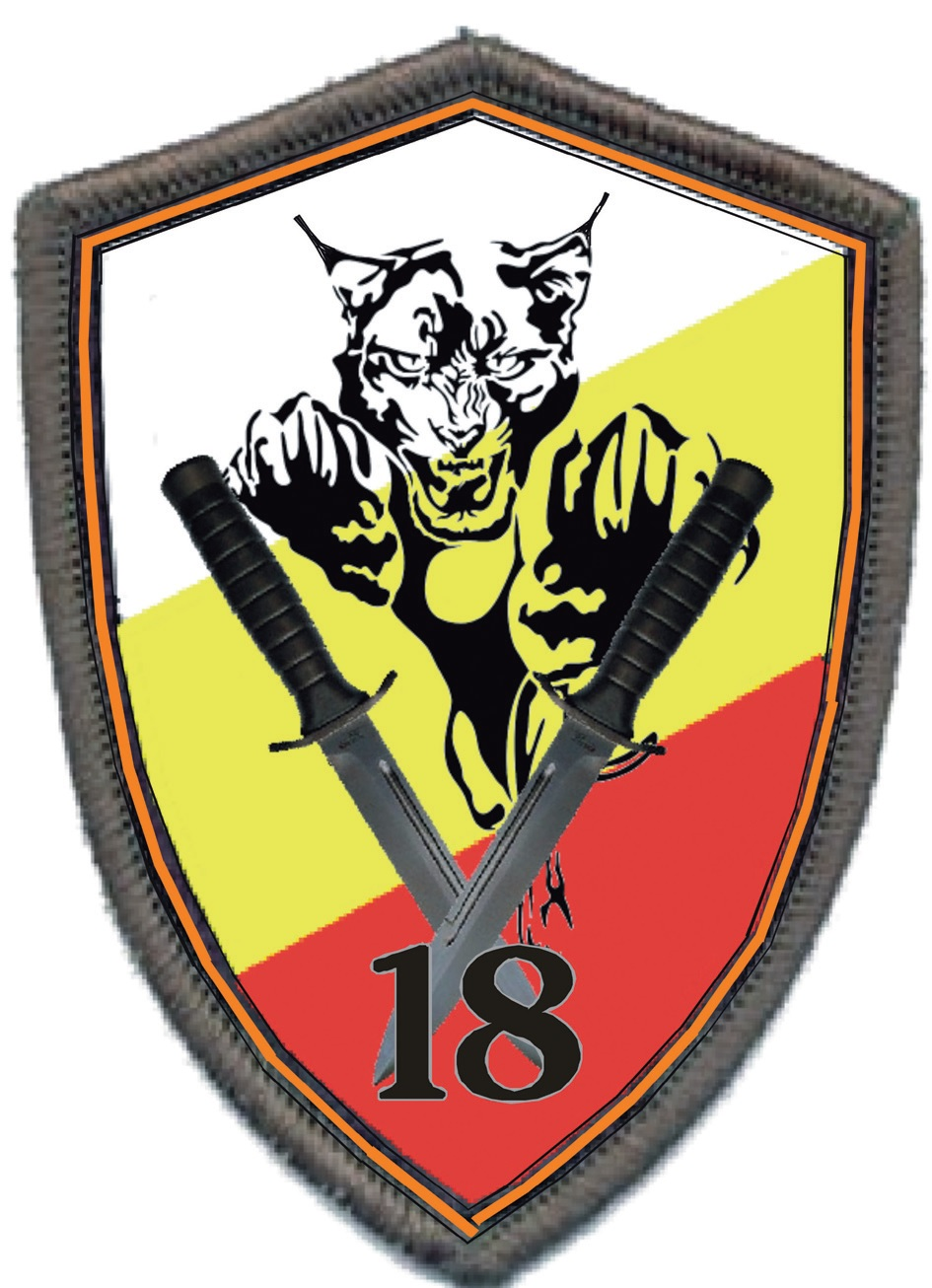
Oznaka rozpoznawcza (2011)
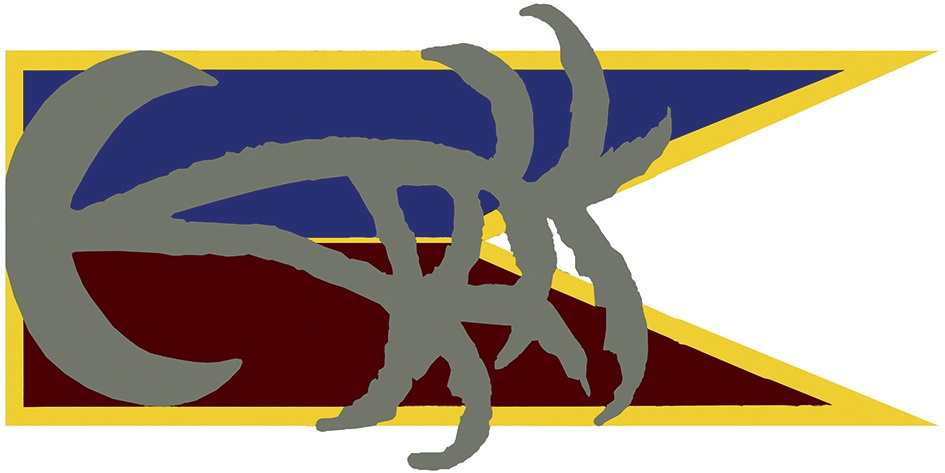
Proporczyk na beret (2011)

## Zadania i struktura organizacyjna (2009)
18 pułk rozpoznawczy jest przeznaczony do wykonywania zadań rozpoznawczych w różnych rodzajach działań bojowych na obszarze kraju, żołnierze pułku biorą również udział w misjach poza granicami kraju (XII zmiana PKW w Afganistanie w ramach operacji ISAF, gdzie jednostka wydzieliła Grupę Rozpoznania, w 2019 żołnierze pułku uczestniczyli w XI zmianie PKW w Afganistanie operacji RSM) oraz w działaniach w wypadku powstałych sytuacji kryzysowych. Pułk jest jednym z trzech pułków rozpoznawczych w Wojsku Polskim, podporządkowanym bezpośrednio Dowódcy Generalnemu Rodzajów Sił Zbrojnych.

### Stan na rok 2009
Struktura organizacyjna w 2009 była:
- dowództwo i sztab
- sekcja personalna
- sekcja wychowawcza
- sekcja planowania i rozpoznania
- sekcja logistyki
- sekcja łączności
- sekcja wychowania fizycznego i sportu
  - kompania dowodzenia
  - kompania logistyczna
  - 1 kompania rozpoznawcza
  - 2 kompania rozpoznawcza
  - 3 kompania rozpoznawcza
  - 4 kompania rozpoznawcza
  - 5 kompania rozpoznawcza
  - 6 kompania rozpoznawcza
  - zespół zabezpieczenia medycznego
  - patrol rozminowania

## Dowódcy
W latach od 2009 do 2023:

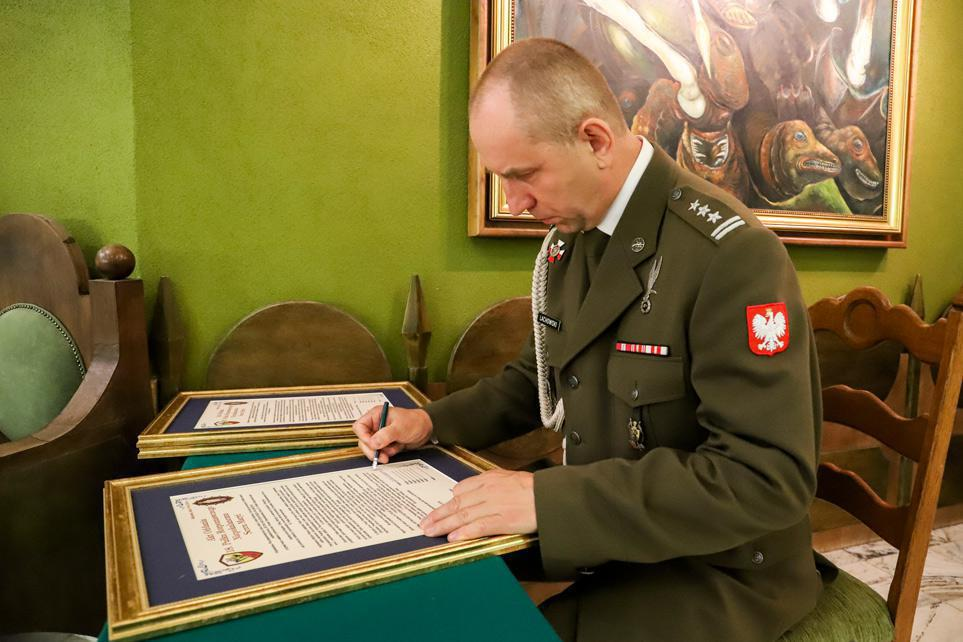
płk Paweł Lachowski (2022)

- płk dypl. Piotr Oleszczak (1 VII 2009 – 24 VIII 2012)
- płk dypl. Wiesław Podlecki (24 VIII 2012 – 27 I 2016)
- płk dypl. Marcin Frączek (27 I 2016 – 12 I 2018)
- płk Rafał Lis (12 I 2018 – 16 IX 2019)
- płk Paweł Lachowski (16 IX 2019 – 2024)
- płk Piotr Ciapka (2024 - obecnie)

## Uzbrojenie, sprzęt, wyposażenie
Pułk dysponuje między innymi wyposażeniem:

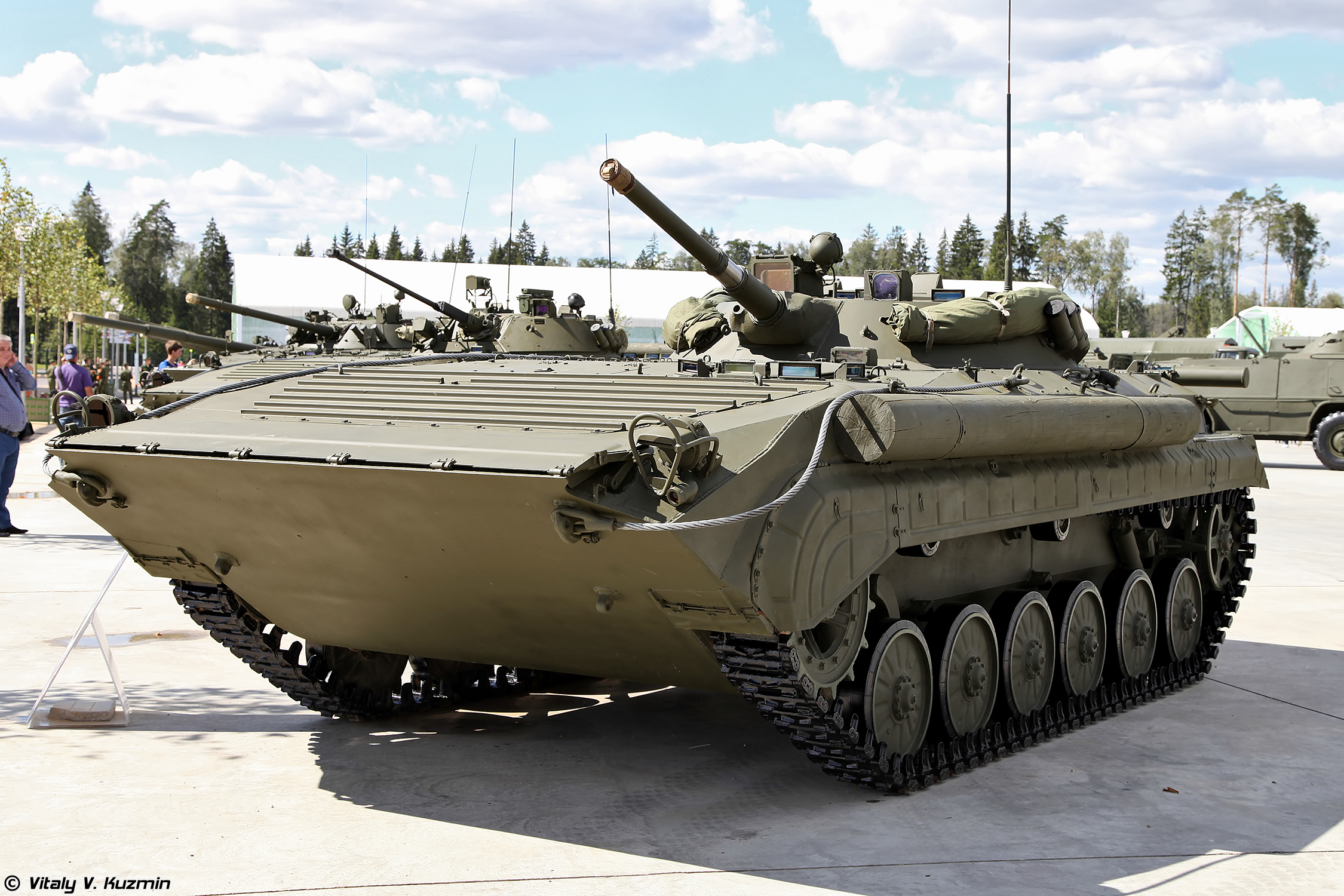
BWR-1D
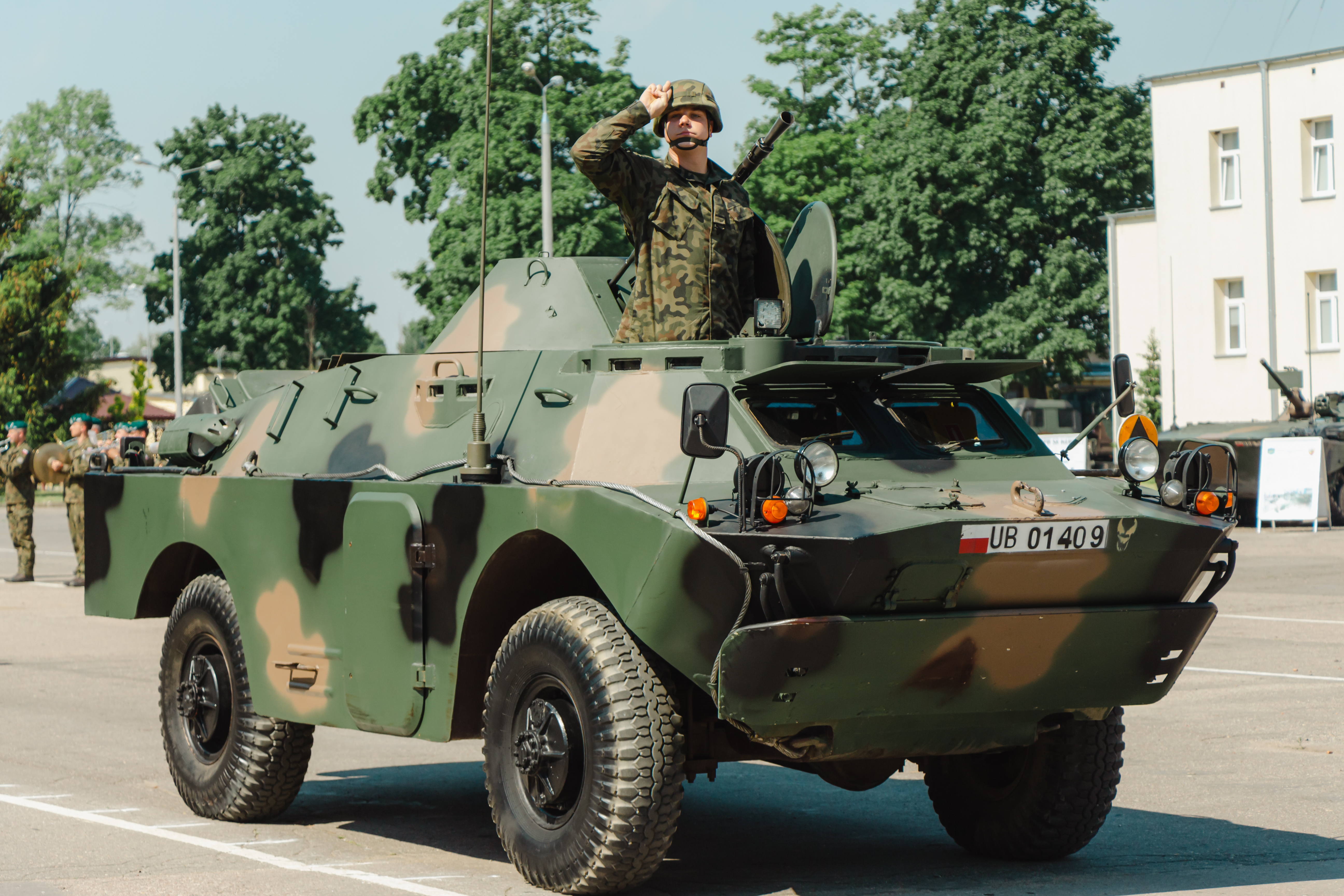
BRDM-2
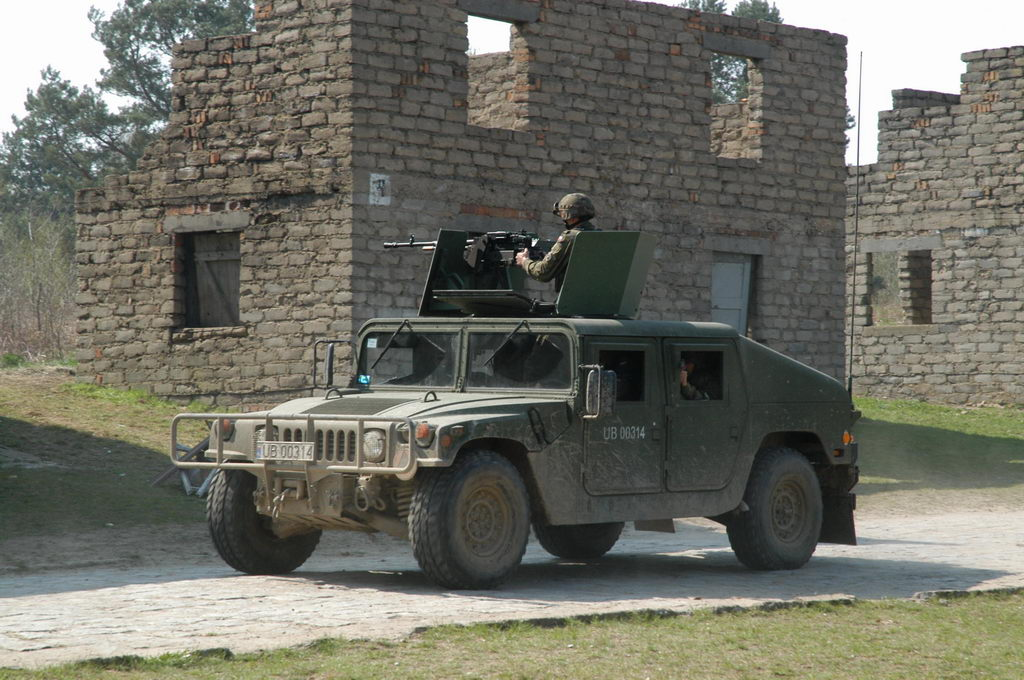
HMMWV
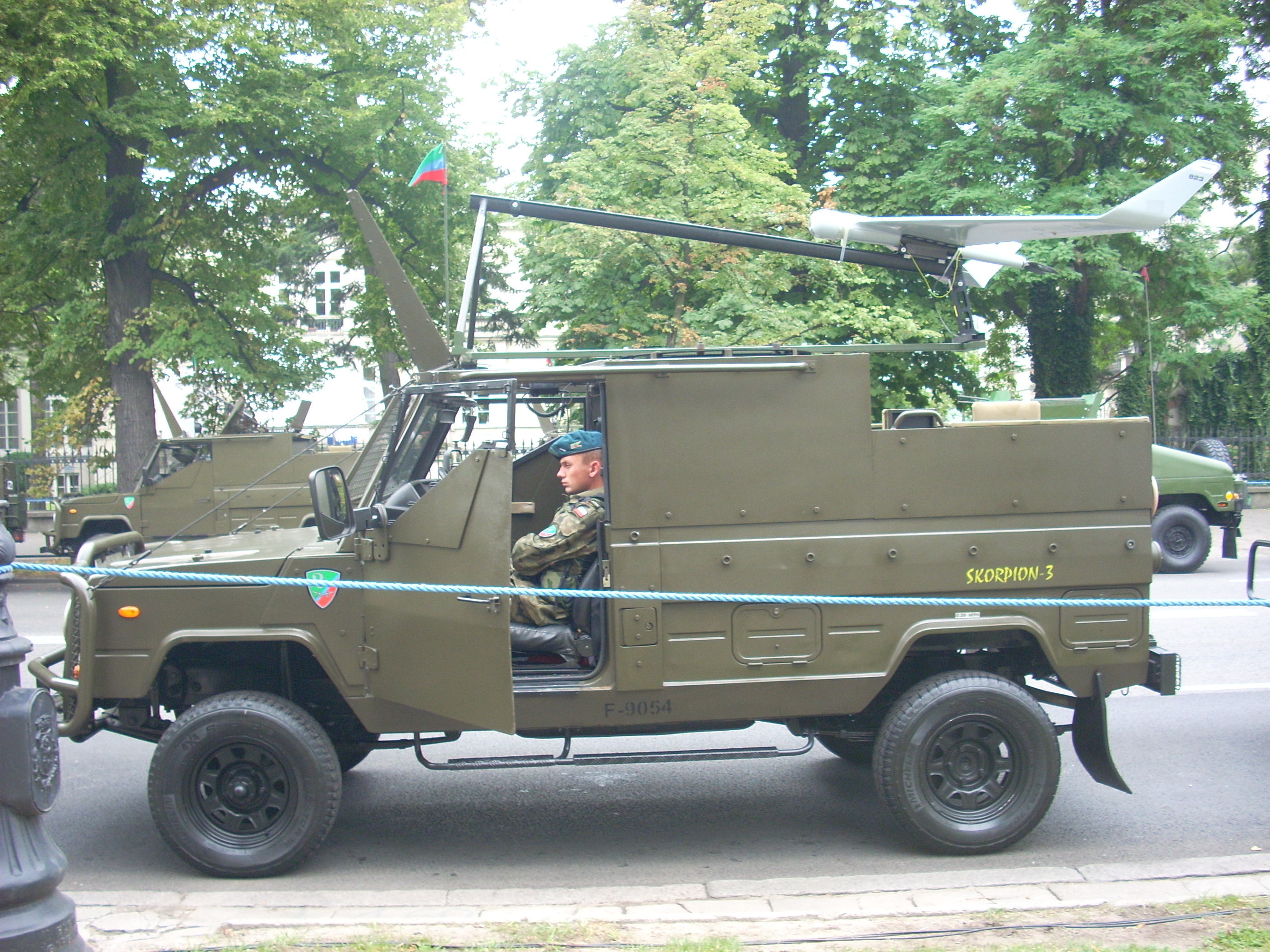
Skorpion-3 WP z UAV
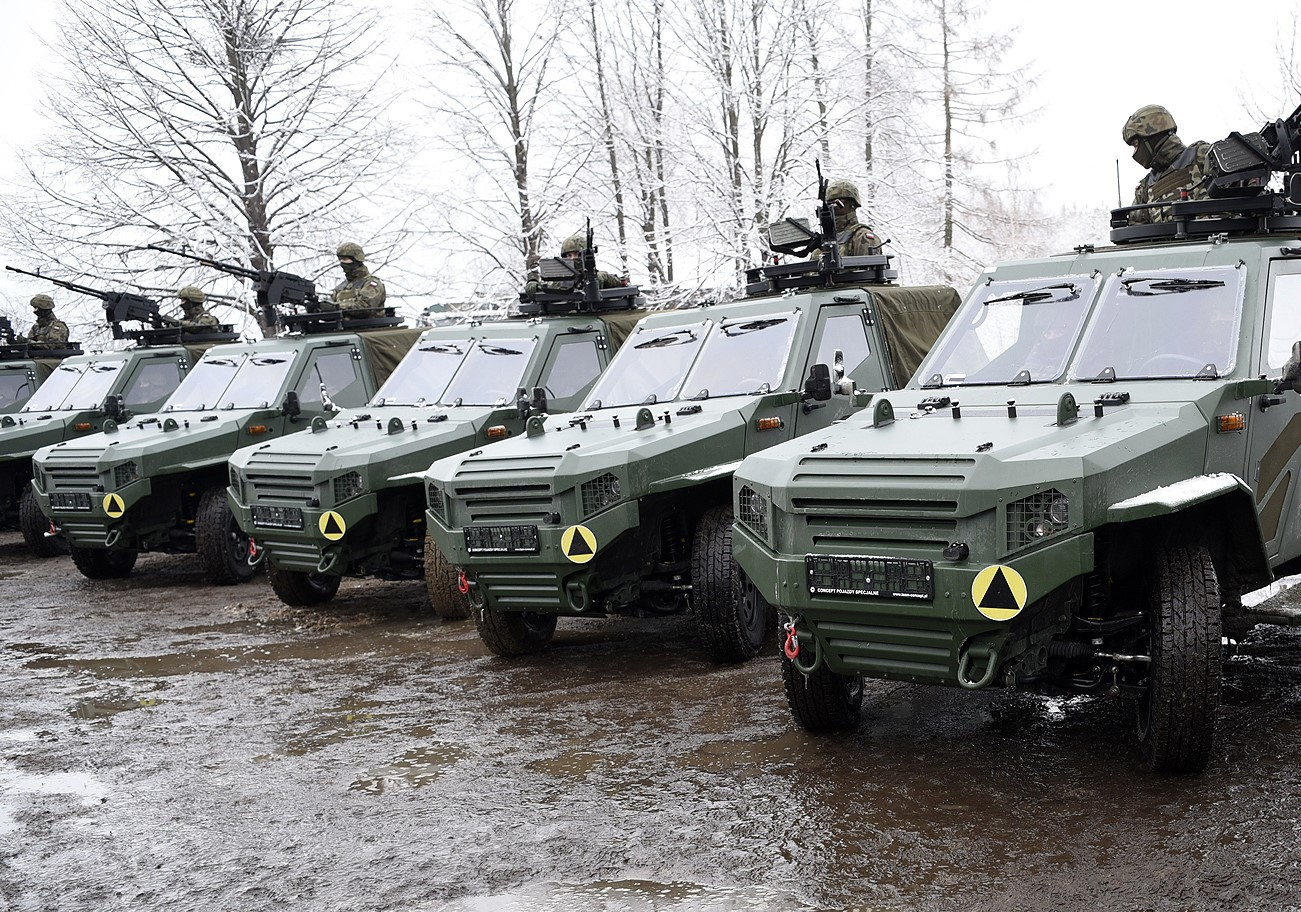
LPU Wirus 4
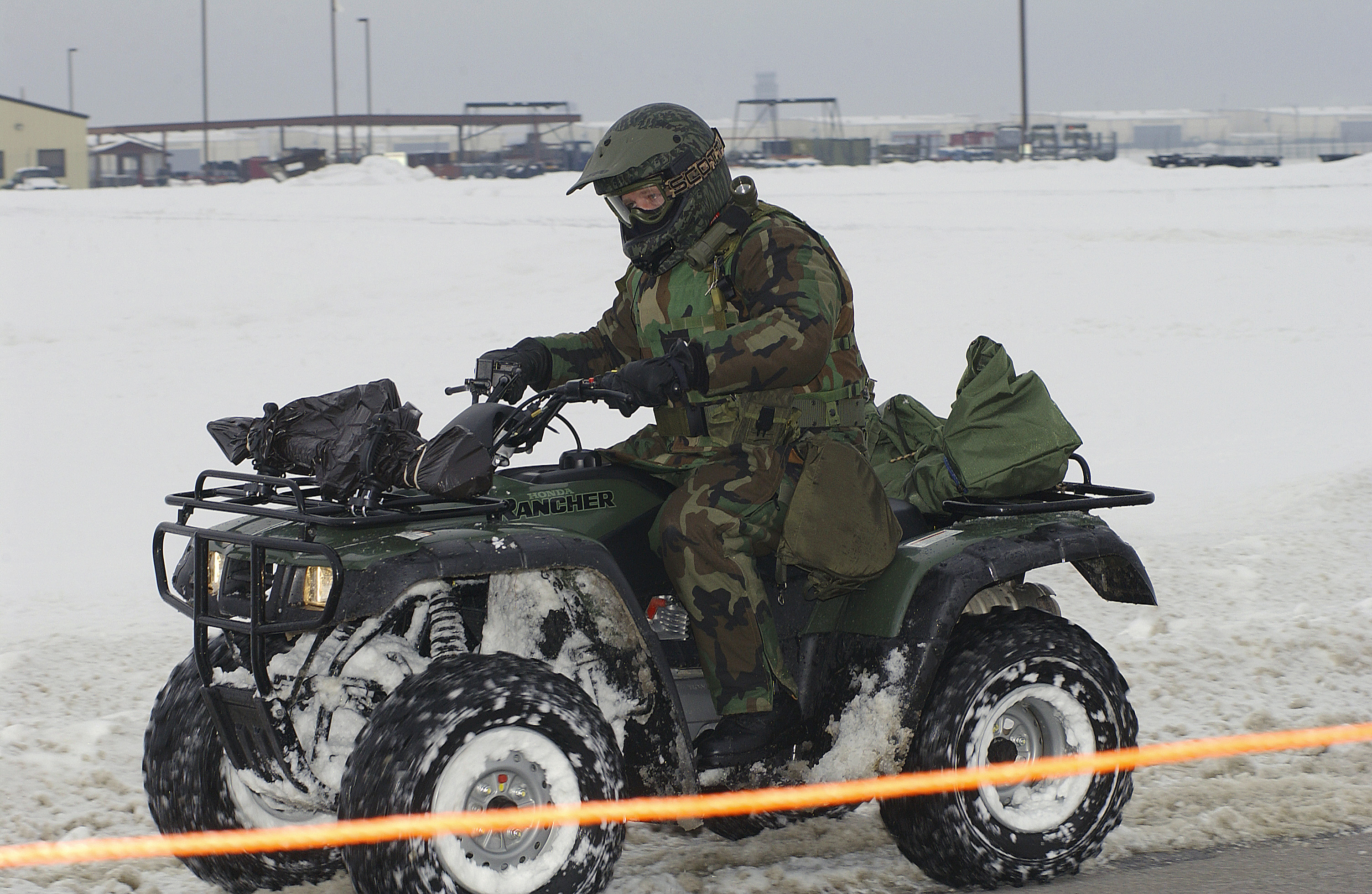
Honda FourTrax Rancher
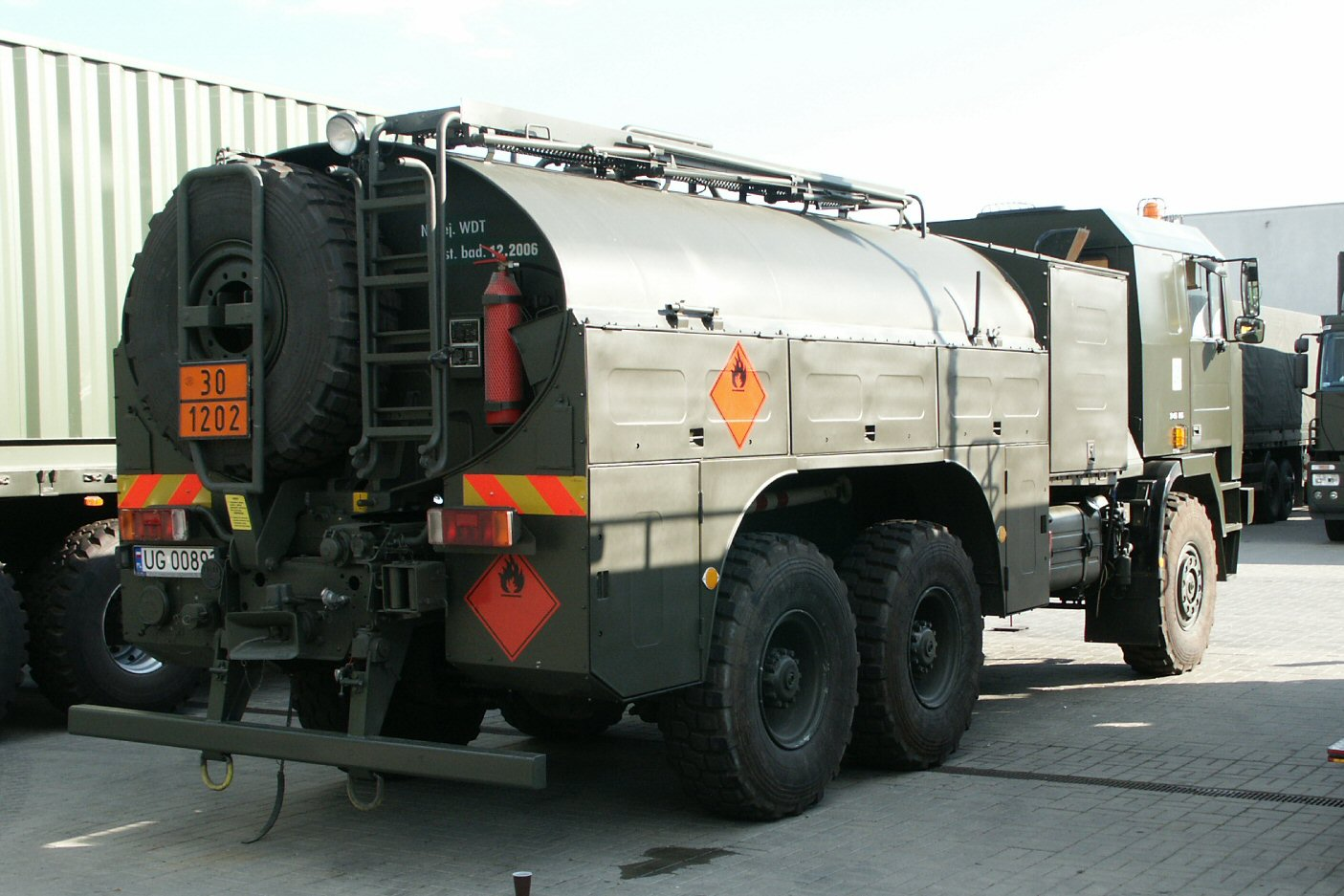
Jelcz P662D.34